# Ronde van Spanje 2010/Negende etappe
De negende etappe van de Ronde van Spanje 2010 werd verreden op zondag 5 september 2010. Het was een tussenrit van Calpe naar Alcoy over een afstand van 187 km.

## Verslag
Zeven cols stonden er vandaag op het menu. Een grote groep van 15 renners reed de hele dag op kop, met daaronder de Tsjech Roman Kreuziger, de Belg Jelle Vanendert, de Spanjaarden Egoi Martínez en David López García, de Italiaan Giampaolo Caruso, de Fransman en winnaar de achtste etappe David Moncoutié, en zijn landgenoot Jean-Christophe Péraud, de best geplaatste voorin. Het peloton liet begaan, en de 15 kregen een bonus van maximaal negen minuten. De rode leiderstrui van Igor Antón was in gevaar, dus begon Euskaltel-Euskadi in het peloton het tempo op te voeren. Voorin barstte de strijd om de ritoverwinning dan los. De vijf sterksten waren duidelijk Kreuziger, Martínez, López García, Caruso en Moncoutié. In de laatste afdaling van de dag ging López García het snelste naar beneden, en reed de rest uit het wiel. Hij kwam solo over de streep met een handvol seconden voor Kreuziger en Caruso. Het peloton met daarin al de toppers uit het algemeen klassement finishte op 7'02", en zo mocht Antón de rode leiderstrui behouden. Moncoutié sprokkelde genoeg punten om de blauwe bollen over te nemen van Serafín Martínez. De groene en witte trui blijven om de schouders van respectievelijk Mark Cavendish en Vincenzo Nibali.

## Uitslagen
| Plaats  | Naam                   | Ploeg              | Tijd     |
| ------- | ---------------------- | ------------------ | -------- |
| Winnaar | David López García     | Caisse d'Epargne   | 5u20'51" |
| 2       | Roman Kreuziger        | Liquigas           | + 0'06"  |
| 3       | Giampaolo Caruso       | Katjoesja          | + 0'13"  |
| 4       | David Moncoutié        | Cofidis            | + 0'21"  |
| 5       | Blel Kadri             | AG2R               | + 0'27"  |
| 6       | Egoi Martínez          | Euskaltel-Euskadi  | + 0'30"  |
| 7       | Jean-Christophe Péraud | Omega Pharma-Lotto | + 0'55"  |
| 8       | Gonzalo Rabuñal        | Xacobeo-Galicia    | + 2'36"  |
| 9       | Oscar Pujol            | Cervélo            | + 3'52"  |
| 10      | Jelle Vanendert        | Omega Pharma-Lotto | + 4'17"  |
|         |                        |                    |          |
| 43      | Laurens ten Dam        | Rabobank           | + 7'19"  |

| Plaats    | Naam                   | Ploeg              | Tijd      |
| --------- | ---------------------- | ------------------ | --------- |
| Rode trui | Igor Antón             | Euskaltel-Euskadi  | 37u56'42" |
| 2         | Joaquim Rodríguez      | Katjoesja          | z.t.      |
| 3         | Vincenzo Nibali        | Liquigas           | + 0'02"   |
| 4         | Xavier Tondó           | Cervélo            | + 0'42"   |
| 5         | Jean-Christophe Péraud | Omega Pharma-Lotto | + 0'52"   |
| 6         | Rubén Plaza            | Caisse d'Epargne   | + 1'15"   |
| 7         | Ezequiel Mosquera      | Xacobeo-Galicia    | + 1'18"   |
| 8         | Nicolas Roche          | AG2R               | + 1'19"   |
| 9         | Marzio Bruseghin       | Astana             | + 1'22"   |
| 10        | Peter Velits           | Team HTC-Columbia  | + 1'26"   |
|           |                        |                    |           |
| 15        | Philippe Gilbert       | Omega Pharma-Lotto | + 1'55"   |
| 35        | Laurens ten Dam        | Rabobank           | + 6'39"   |

## Nevenklassementen
| Plaats      | Naam             | Ploeg                   | Punten |
| ----------- | ---------------- | ----------------------- | ------ |
| Groene trui | Mark Cavendish   | Team HTC-Columbia       | 56     |
| 2           | Tyler Farrar     | Team Garmin-Transitions | 53     |
| 3           | Igor Antón       | Euskaltel-Euskadi       | 50     |
|             |                  |                         |        |
| 4           | Philippe Gilbert | Omega Pharma-Lotto      | 50     |
| 51          | Theo Bos         | Cervélo                 | 7      |

| Plaats                | Naam             | Ploeg              | Punten |
| --------------------- | ---------------- | ------------------ | ------ |
| Bolletjestrui (blauw) | David Moncoutié  | Cofidies           | 41     |
| 2                     | Serafín Martínez | Xacobeo-Galicia    | 36     |
| 3                     | Gonzalo Rabuñal  | Xacobeo-Galicia    | 25     |
|                       |                  |                    |        |
| 9                     | Niki Terpstra    | Team Milram        | 5      |
| 14                    | Philippe Gilbert | Omega Pharma-Lotto | 3      |

| Plaats     | Naam             | Ploeg              | Tijd |
| ---------- | ---------------- | ------------------ | ---- |
| Witte trui | Vincenzo Nibali  | Liquigas           | 32   |
| 2          | Philippe Gilbert | Omega Pharma-Lotto | 33   |
| 3          | David Moncoutié  | Cofidis            | 33   |

| Plaats | Ploeg             | Tijd       |
| ------ | ----------------- | ---------- |
|        | Caisse d'Epargne  | 113u17'49" |
| 2      | Katjoesja         | + 1'47"    |
| 3      | Euskaltel-Euskadi | + 5'18"    |

## Opgaves
- Freddy Bichot (Bbox Bouygues Telecom)
- Pierre Rolland (Bbox Bouygues Telecom)
- Alessandro Petacchi (Lampre-Farnese Vini)
- Mickaël Delage (Omega Pharma-Lotto)

1e etappe ·
2e etappe ·
3e etappe ·
4e etappe ·
5e etappe ·
6e etappe ·
7e etappe ·
8e etappe ·
9e etappe ·
10e etappe ·
11e etappe ·
12e etappe ·
13e etappe ·
14e etappe ·
15e etappe ·
16e etappe ·
17e etappe ·
18e etappe ·
19e etappe ·
20e etappe ·
21e etappe
Startlijst · Eindstanden · Afbeeldingen